# Recruta Zero
Recruta Zero (nome original Beetle Bailey) é um personagem de quadrinhos e desenho animado criado por Mort Walker.
É um recruta do exército americano, lotado no quartel Camp Swampy (Quartel Pantanoso). Sempre cultivando sua preguiça e bom-humor, Zero é implacavelmente perseguido pelo adiposo e volátil Sargento Tainha, que não admite nenhuma insubordinação. Ainda assim, Beetle Bailey sempre dá um jeito de escapar da labuta. Seu lema de vida é: Never let to tomorrow what you can do the day after tomorrow ("Nunca deixe para amanhã o que você pode fazer depois de amanhã"). Outro de seus famosos aforismos é: It´s funny how time flies when we are goofing off ("É engraçado como o tempo voa quando a gente está de folga").

## Trajetória
Embora tenha se consagrado como soldado, Recruta Zero nasceu como um estudante universitário (aluno da Universidade Rockview), que já aparecia em seus primórdios com os olhos cobertos por um chapéu; hoje, seus olhos são em geral tapados por um boné ou por um capacete, deixando-o com uma aparência inconfundível. O primeiro ano da tira foi delicado. As histórias não eram sempre engraçadas, e a recepção do público não era das melhores. A distribuidora das tiras, King Features, estudava cancelá-las, a tira nunca teve sucesso – até que seu criador teve a ideia de alistá-lo no Exército dos Estados Unidos, em 1951. Mort Walker queria aproveitar a onda de nacionalismo gerada pela Guerra da Coreia, no que obteve sucesso estrondoso: cerca de 100 jornais americanos compraram os direitos de divulgação do Recruta Zero; muitos deles exibem religiosamente as tiras até o presente. Dando uma ideia do trabalho de Walker até definir o personagem como ele é hoje, em 2006 a coletânea "Recruta Zero, Ano Um", foi lançada no Brasil reunindo todas as tiras pioneiras de Zero desde setembro de 1950, quando foi criado, até dezembro de 1951; mostrando toda a transformação do Zero, de calouro universitário até o seu posterior alistamento militar, quando torna-se recruta. Foi uma grande mudança. De universitário veterano que tinha uma namorada fixa (Rita ou Buba, dependendo da tradução) e só pensava em se dar bem sem ter que estudar, Zero passou a viver em um quartel e a ter outras preocupações.
Walker sempre disse que as histórias de Zero não são HQ's militares, mas sim de humor que, por acaso, acontecem em um quartel. O Zero é um dos divertimentos dos militares norte-americanos, por sua irreverência em relação ao sistema militar e por exaltar a esperteza de um soldado raso face a seus superiores. Talvez por isso a tira tenha sofrido alguns maus bocados: durante as guerras da Coreia e do Vietnã, algumas publicações americanas – entre elas a Stars and Stripes, a revista oficial das Forças Armadas norte-americanas – insistiram na proibição da publicação das tiras do Zero, por considerá-lo uma afronta à ordem militar.
De acordo com o próprio autor, episódios como este lhe renderam inúmeras outras piadas, nas quais a burocracia e a estreiteza mental dos homens de quepe são ridicularizadas. De qualquer forma, com tal de evitar novos contratempos, Walker evita a associação dos quadrinhos com fatos reais, mantendo o desenrolar das histórias restrito ao Quartel Swampy. Desde 2002, seu filho Gregory tem-no ajudado na confecção de algumas tiras.

## Nos países lusófonos

### No Brasil

Capa da edição n° 15 da revista do Recruta Zero, publicada em setembro de 1990 pela Editora Globo

No Brasil, a tirinha é editada em vários jornais. Dentre eles: O Estado de S. Paulo (que edita a tirinha desde 1991), O Globo, Zero Hora, A Tarde, Estado de Minas, A Gazeta, Diário de Pernambuco, Jornal de Brasília e Diário do Nordeste. Também é editada em livros de bolso pela Editora L&PM, de Porto Alegre.
A revista do Recruta Zero foi publicada durante os anos 60, 70 e 80 pela Rio Gráfica Editora, que adquiriu e tomou o nome da Editora Globo. Também foi publicada pela Editora Saber, sob o título 'Zé, o Soldado Raso', entre 1970 e 1973.
Na revista houve muitas adaptações para o público brasileiro, feitas por artistas brasileiros, como os jornais "Folha Oficial" e "Jornal do Batalhão", o primeiro, órgão oficial do quartel e o segundo um jornal feito pelos soldados com o slogan "a verdade, doa a quem doer", sempre com muita ironia sobre os acontecimentos do quartel. Foi relançado pela editora Saber, em edições com formato diferente da publicações da Globo, Abril, Nova Sampa, Mythos Editora, Opera Graphica (que publicou em três formatos distintos: em formatinho nas coleções King Komix de 2001, no ano seguinte na coleção Opera King em formato próximo ao formato italiano (16 x 23 cm) e em preto e branco e em 2006em um álbum de luxo). Em 2010, o desenhista italiano radicado no Brasil Primaggio Mantovi participou ao lado do jornalista Gonçalo Junior e o também desenhista e pesquisador Álvaro de Moya do evento "Recruta Zero 60 Anos", realizado no SESC Vila Mariana, Mantovi foi um dos artistas que produziram quadrinhos exclusivos para o mercado brasileiro. Em 2011, um novo álbum foi publicado pela Editorial Kalaco (editora criada pelo editor Franco de Rosa, um dos fundadores da Opera Gráphica), Em 2012 é lançada uma nova revista mensal  em formatinho foi pelo selo Pixel Media, da Ediouro Publicações, além das tiras do Recruta Zero, são também Hagar, o Horrível de Dik Browne, Zezé & Cia entre outras criações de Walker e Browne.
Duas adaptações de destaque, em edições especiais da revista, foram:
- A sátira à telenovela Roque Santeiro, (Roque Swampeiro), onde os personagens da novela eram interpretados pelos personagens da revista, com a personagem Mocinha sendo interpretada por ninguém menos que o Tenente Escovinha, e a viúva Porcina era interpretada pelo cozinheiro Cuca.
- Rock In Swampy, sátira ao Rock in Rio, festival de música que ocorreu no Rio de Janeiro em 1985. Novos oficiais, meio hippies, chegam ao quartel Swampy em substituição aos existentes, que são internados num sanatório. Após tentativas de melhorar o relacionamento com os praças, tais como alojamentos mistos (que não funciona pois levam para lá hippies e punks e os soldados reclamam que as hippies "não tomam banho" e as punks "cospem o tempo todo") e comida vegetariana, resolvem fazer um festival de rock.

O desenho animado de Recruta Zero foi exibido no Brasil inicialmente pela emissora SBT durante os anos 80 e posteriormente pela TV Record e no Boomerang canal fechado em especial em 2004, e no começo de 2007 onde era exibido diariamente as 4:30. Zero teve sua voz dublada no Brasil primeiramente por Mário Jorge Andrade.

## Personagens
De alguma forma, todos eles foram inspirados em experiências pessoais do autor, mas alguns originaram-se de sugestões de leitores. Outros personagens, no entanto, acabaram não emplacando e foram retirados de circulação, como Foguinho, Sebinho e Cantina. Abaixo, seguem os personagens que acompanham Zero desde que este entrou para o Exército norte-americano:
- Soldado Zero ("Beetle Bailey"): preguiçoso, indolente, está sempre armando formas de fugir do trabalho. Está sempre com boné ou capacete cobrindo os olhos.
- Soldado Platão (Plato): é o intelectual da trupe. Sempre fazendo citações de livros e falando como se estivesse apresentando uma tese de doutorado, é um dos amigos do Zero;
- Soldado Dentinho  (Zero): o oposto do Platão. Dentinho é um personagem enormemente ingênuo, chegando a ser limitado intelectualmente, e seu nome é uma ironia a dois de seus dentes crescidos. Curiosamente, seu nome original é o nome que o próprio Beetle Bailey recebeu no Brasil;
- Soldado Cosme (Cosmo): é o viciado em jogatina. Nunca perdeu uma partida sequer de pôquer para o Zero; Faz um comércio informal em seu "cantinho do Cosme", onde vende de tudo; este personagem foi quase esquecido nos anos 80;
- Soldado Roque (Rocky): é o revoltado. Vai contra as instituições, é escritor e administra o jornal clandestino do quartel, se mobiliza por qualquer causa atual. É um dos amigos mais chegados de Zero, só superado por Quindim.
- Soldado Quindim (Killer): faz as vezes de mulherengo e galanteador dentro e fora do quartel. Nem sempre tem sucesso (em geral, apenas uma em cada cinquenta de suas cantadas dá certo). É geralmente retratado como o amigo mais íntimo de Zero, sendo ambos vistos juntos em mais ocasiões do que quaisquer outros personagens do quartel;
- Cabo Ky (Corporal Yo): introduzido em 1990, é o primeiro oriental desta tirinha;
- Sargento Cuca (Cookie): é o cozinheiro do quartel Swampy, reputado por sua incrível capacidade de tirar o apetite de todos com suas "iguarias". Inicialmente retratado com um quepe de caserna, ganhou um chapéu de mestre-cuca, para facilitar a identificação, uma vez que seu biotipo e fisionomia são semelhantes aos do Sargento Tainha. Sempre trabalhava fumando até que, em 1989, o personagem abandonou de vez o vício;
- Sargento Tainha (Sgt. Orville Snorkel): um brutamontes sem jeito com as mulheres, guloso e o mais solitário de todos os personagens. Já foi revelado em uma história que ele é o único membro de sua família ainda vivo, o que o faz considerar os que trabalham no quartel como sua família substituta, e não querer nunca tirar férias ou mesmo folgas. Costuma ser enérgico com seus soldados, não pensando duas vezes antes de partir para a briga com os que considera mais insubordinados, especialmente o Zero.
- Oto (Otto): trata-se do cachorro do Sargento Tainha (Sgt. Orville Snorkel). Originalmente, Mort Walker retratou o cãozinho como um cachorro comum, para depois desenhá-lo com o mesmo uniforme de seu dono, além de ter a mesma cara;
- Sargento Louise Lorota (Sgt. Louise Lugg): introduzida na tirinha em 1986, ela quer ser a namorada do Sargento Tainha.
- Bella: a gata angorá de estimação da Louise.
- Tenente Escovinha (Lieutenant Fuzz): trata-se de um oficial caprichoso e um tanto imaturo, sendo frequentemente visto com brinquedos. Ele está sempre reclamando que não é promovido, ainda que nunca faça por merecê-lo. Eterno puxa-saco do General Dureza, constantemente tem chiliques infantis e vive implicando com o jeito grosseirão do Sgto. Tainha;
- Tenente Mironga (Lieutenant Flap): embora não apareça com frequência nas tiras, leva a honra de ser o primeiro personagem negro a ser retratado em quadrinhos norte-americanos, em 1970, sua marca registrada é o eterno cabelo black power;
- Capitão Durindana (Captain Sam Scabbard): é um sujeito tímido e de raros melindres, sempre disposto a ouvir as reclamações dos subordinados, em especial do Zero e de outros soldados rasos. Sua esposa, que não tem seu nome mencionado, é uma mulher considerada linda por todos no quartel, mas respeitada devido à patente do marido,
- Major Batalha ou Peroba (Major Greenbrass): companheiro inseparável do General Dureza no golfe e no Clube dos Oficiais, onde ambos batem ponto após o expediente para beber;
- Coronel Sopapo: Outro amigo do General Dureza, raramente aparece nas tirinhas.
- General Amos Dureza (General Amos Halftrack): é a inépcia em pessoa. Pensa mais no golfe que na administração do quartel. Como se não bastasse, tem problemas de alcoolismo (toma muitos Martinis) e obedece cegamente à mulher, Martha. Vive com esperanças de receber uma carta do Pentágono, que dificilmente lembra-se da existência deste quartel. Nas raras vezes que o General é lembrado pelo Pentágono, isso invariavelmente acontece por algum erro grotesco cometido por ele, o que acaba lhe rendendo advertências e até punições.
- Martha (Martha Halftrack): esposa megera do General Dureza.
- Srta. (ou Dona) Tetê (Miss Buxley): é a sugestiva secretária do General Dureza, sempre representada com um vestido preto. É o objeto de desejo de soldados e oficiais dentro do quartel, mas também é a típica "loira burra", bem menos eficiente em seu trabalho que sua colega Blips.
- Soldado Blips (Miss Blips): é a competente secretária militar do General Dureza, quase sempre ignorada pelos soldados por não ter os atributos físicos de Srta. Tetê.
- Júlio (Julius): chofer gordinho do General Dureza, conhecido como o "queridinho da mamãe".
- Capelão (Chaplain Staneglass): sacerdote que tem sempre um bom conselho aos militares.
- Dr. Esculápio: médico do quartel, meio amalucado.
- Dr. Bonkus: o psiquiatra do quartel.
- Bunny: a namorada do Zero, raramente vista na tirinha.
- o especialista em informática Chip Gizmo, que foi introduzido na tirinha em 2002, através de um concurso veiculado na mídia impressa norte-americana, que foi patrocinado pela Dell Computer Corp.
- Sr. e Sra. Bailey (Mr. and Mrs. Bailey): os pais do Zero.
- Chiquinho (Chigger): o irmão caçula do Zero.